# 사우델레우르 왕조

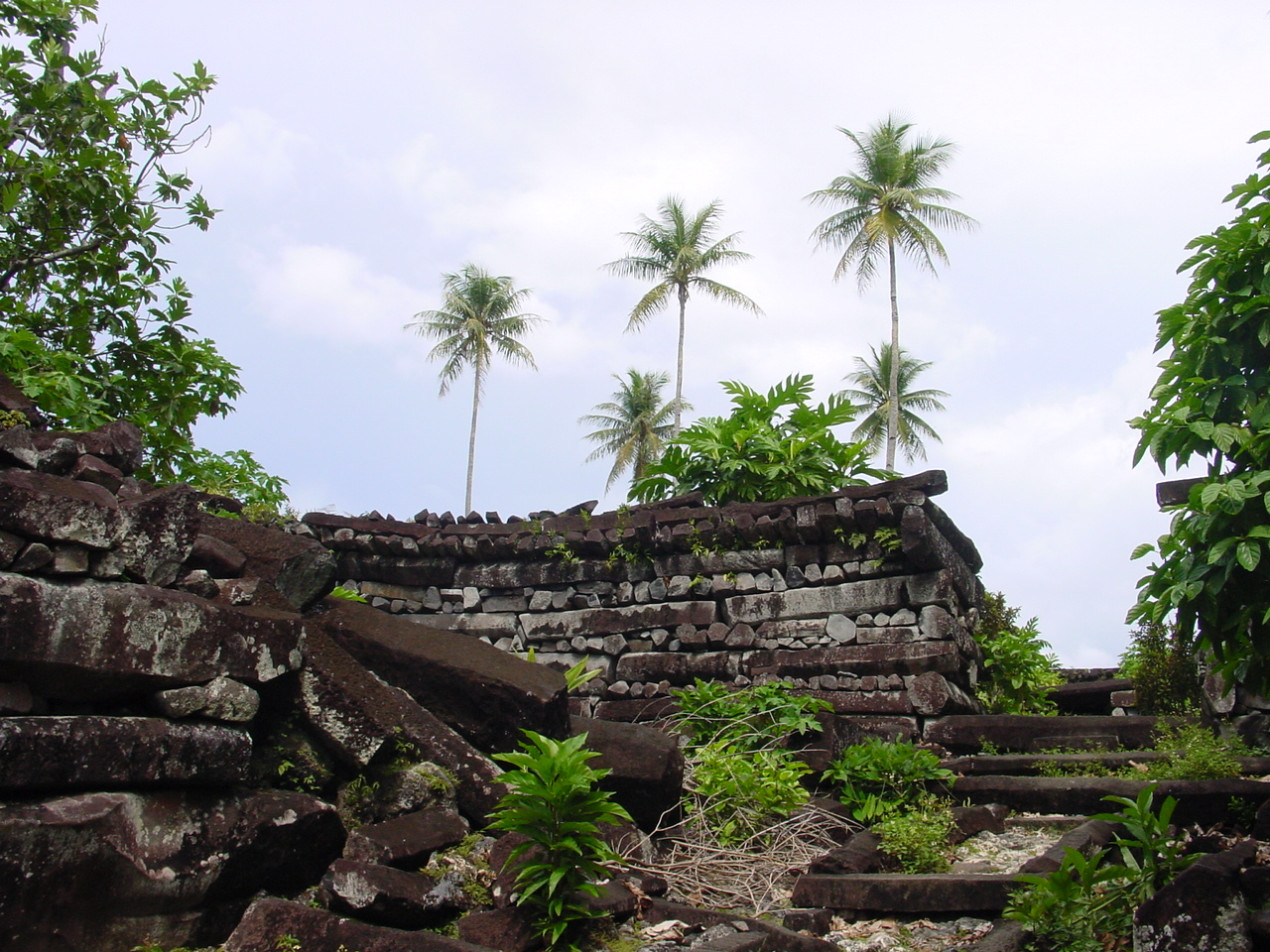
사우델레우르 왕조의 수도 난마돌.

사우델레우르 왕조(폼페이어: Mwehin Sau Deleur)는 오늘날의 미크로네시아 연방국의 수도가 소재한 폰페이섬 주민들을 다스린 최초의 조직적 통치집단이었다. 전설에서는 1100년경부터 섬을 다스리기 시작해서 1500년대에 몰락했다고 하지만, 고고학적으로는 1628년에 멸망한 것으로 보고 있다. 사우델레우르 시대 이전은 카와 시대(Mwehin Kawa), 그 이후는 나흔뫄르키 시대(Mwehin Nahnmwarki)라고 한다. "델레우르"라는 이름은 폰페이섬의 옛 이름이다.
폰페이 전설에 따르면 사우델레우르 왕조의 지배자들은 섬 바깥에서 도래했으며, 폰페이인들과는 생김새가 달랐다고 한다. 사우델레우르 왕조는 중앙집권적인 전제적 통치를 펼쳤고, 세월이 흐를수록 압제가 계속 심해졌다고 한다. 그들의 통치는 자의적이었고 세금은 과중했으며, 폰페이의 토착신들을 모욕하여 피지배 집단인 폰페이인들 사이에 원한을 샀다. 사우델레우르 왕조는 또다른 반신화적 도래인인 이소켈레켈의 침공으로 멸망했다. 이소켈레켈은 중앙집권적인 국가를 해체시키고 분권화된 군장들(나흔뫄르키)의 연합으로  체제를 재편했으며, 그 체제가 오늘날까지 지속되고 있다.